# پارک کینابالو
پارک کینابالو (به لاتین: Kinabalu Park) یک منطقه حفاظت‌شده در مالزی است که در صباح واقع شده‌است.

## میراث جهانی
این پارک در فهرست میراث جهانی یونسکو ثبت شده است.